# Gorriti (Navarra)
Gorriti es una localidad española y un concejo de la Comunidad Foral de Navarra perteneciente al municipio de Larráun. 
Está situado en la Merindad de Pamplona, en la comarca de Norte de Aralar, en el valle de Larráun y a 39 km de la capital de la comunidad, Pamplona. Su población en 2014 fue de 87 habitantes (INE), su superficie es de 7,1 km² y su densidad de población de 12,25 hab/km².

## Geografía física

### Situación
La localidad de Gorriti está situada en la parte noroeste del municipio de Larráun. Su término concejil tiene una superficie de 7,1 km² y limita al norte con el municipio de Areso; al este con el concejo de Huici; al sur con el concejo de Azpíroz-Lezaeta y al oeste con el concejo de Atallo en el municipio de Araiz.
|               | Norte: Areso         |             |
| Oeste: Atallo |                      | Este: Huici |
|               | Sur: Azpíroz-Lezaeta |             |

## Demografía

### Evolución de la población
| Gráfica de evolución demográfica de Gorriti entre 2000 y 2010 |
|                                                               |
| Datos según el nomenclátor publicado por el INE.              |